# Росохате-Косьцельне
Росохате-Косьцельне (пол. Rosochate Kościelne) — село в Польщі, у гміні Чижев Високомазовецького повіту Підляського воєводства.
Населення — 369 осіб (2011).
У 1975-1998 роках село належало до Ломжинського воєводства.

## Демографія
Демографічна структура станом на 31 березня 2011 року:
|          | Загалом | Допрацездатний вік | Працездатний вік | Постпрацездатний вік |
| -------- | ------- | ------------------ | ---------------- | -------------------- |
| Чоловіки | 192     | 54                 | 114              | 24                   |
| Жінки    | 177     | 39                 | 96               | 42                   |
| Разом    | 369     | 93                 | 210              | 66                   |